# Hans Einsle
Hans Einsle (geboren 2. Dezember 1914 in Kempten; gestorben nach 1998) war ein deutscher Schriftsteller. Er veröffentlichte auch unter dem Pseudonymen Hans E. Stumpf und Hans Koenigswaldt.

## Leben
Hans Einsle machte eine Lehre als Buchhändler und arbeitete in dem Beruf und als Verlagsleiter. Als freier Schriftsteller verfasste er Belletristik und eine Vielzahl an Sachbüchern. Er lebte in Königsbrunn und schrieb als Heimatforscher auch über die Schlacht auf dem Lechfeld im Jahr 955. Er erhielt 1998 das Bundesverdienstkreuz.

## Werke (Auswahl)
- Wilfried Boelke, Hans Einsle: Das Heinrich-Schliemann-Lexikon. Vorwort Georgios St. Korrés. Bremen : Ed. Temmen, 1996
- Sophia Schliemann. Die Frau des großen Archäologen. Biographischer Roman. Mühlacker und Irdning/Steiermark 1989
- Ich, Minos, König von Kreta. Roman. Gernsbach : Katz, 1987
- Eine Reise durch das schwäbisch-alemannische Land. Mühlacker : Stieglitz, 1986
- Ich warte auf dich in Ischia. Die Liebe der Larissa Petala. Roman. Mühlacker : Stieglitz, 1983
- Die Nachtbäume von Kreta. Roman. München : Athos-Verlag, 1980
- Sie glaubten an das ewige Leben. Biblische Forschung von Bethlehem bis zum Grabe Petri. Aschaffenburg : Pattloch, 1980
- Baden-Württemberg von A - Z in Geschichte, Kultur, Kunst, Brauchtum, Landschaft und anderen liebenswerten Dingen. Tübingen : Erdmann, 1979
- Die Ungarnschlacht im Jahre 955 auf dem Lechfeld – Ursachen und Wirkungen. Zeichnungen Bernhard Müller-Hahl. Augsburg 1979
- Das Bayern-Lexikon. Für alle, die Bayern lieben. Mannheim : Kraft, 1977 (1988)
- Hans Koenigswaldt: Lebendige Vergangenheit. Ruhmestaten großer Archäologen. München : Markus, 1973
- Hans Koenigswaldt: Du bist bei mir. Ein Foto-Lehrbuch für Verliebte. Landsberg am Lech : Landsberger Verlagsanstalt, 1971
- Hans Koenigswaldt: Es werde Licht. Die Entstehung der Erde und des Menschen. München : Markus, 1970
- Zwischen dem Ries und den Allgäuer Alpen. Eine kleine Reise durch das schwäbische Bayern. Landsberg am Lech : Landsberger Verlagsanstalt Neumeyer, 1970
- Hans E. Stumpf: Nur eine handbreit Erde. Roman. Augsburg : Mühlberger, 1968
- Das Abenteuer der biblischen Forschung : von der Arche Noah bis zu den Schriftrollen von Qumran. Wiesbaden : Credo, 1966. Überarbeitete Neuausgabe 1979
- Hans E. Stumpf: Es steht geschrieben ... Roman der Bibel. Friedberg b. Augsburg : Pallotti, 1964
- Hans E. Stumpf: Nachts, als die Wölfe kamen. Roman. Rottenburg : Pfeiler, 1963